# Johann Nepomuk Beck

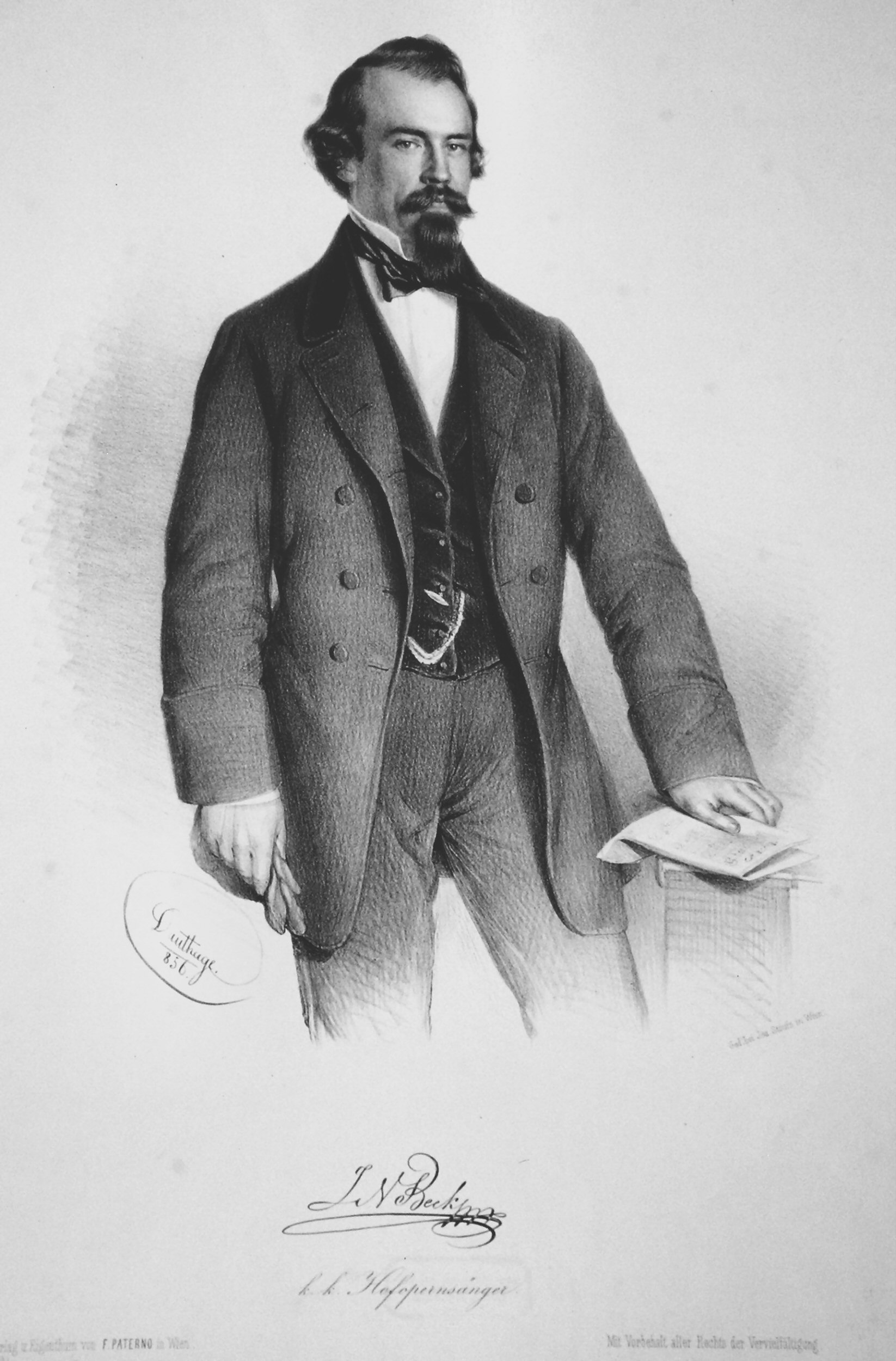
Johann Nepomuk Beck, Lithographie von Adolf Dauthage, 1856

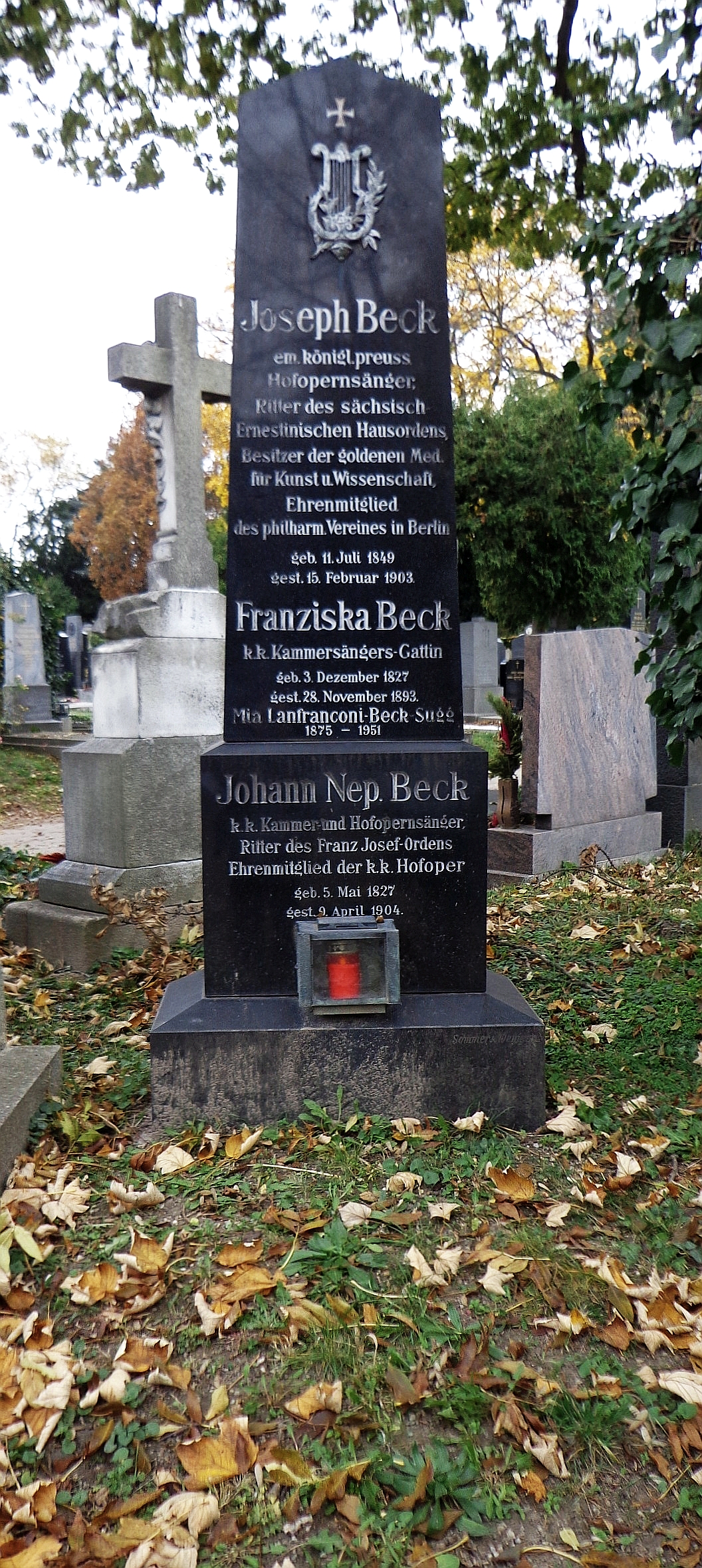
Wiener Zentralfriedhof, Grab von Johann Nepomuk Beck und Josef Beck

Johann Nepomuk Beck (5. Mai 1827 in Pest, Kaisertum Österreich – 9. April 1904 in Preßburg, Österreich-Ungarn) war ein Opernsänger (Bariton).

## Leben
Beck studierte zunächst Jura, aber dann wurde seine Stimme durch die Hofopernsänger Karl Formes und Josef Erl in Wien 1846 entdeckt.
Nach einer kurzen Ausbildung in Dramatik und Gesang gab er 1846 am Deutschen Opernhaus von Budapest als „Riccardo“ in I Puritani von Bellini eine Probevorstellung.
Sein eigentliches Debüt gab er kurz darauf an der Wiener Hofoper als „Sprecher“ in Mozarts Zauberflöte.
Daraufhin begab er sich nach Deutschland und gab Gastspiele und Engagements in Hamburg, Bremen, Köln, Düsseldorf, Mainz, Würzburg und Wiesbaden. Von 1851 bis 1853 wirkte er am Opernhaus von Frankfurt am Main.
1853 ging er an die Kaiserliche Hofoper in Wien. Dort blieb er bis zu seiner Abschiedsvorstellung am 30. Mai 1885. Bereits 1881 wurde er zum Ehrenmitglied der Hofoper ernannt.
Um 1895 verfiel er (wie sein Kollege Josef Staudigl), in geistige Umnachtung und musste in die „Heilanstalt für Nerven- und Gemüthskranke“  Inzersdorf eingeliefert werden. Sein Zustand verbesserte sich aber so weit, dass er entlassen werden konnte, um danach in Preßburg zu leben. Josef Beck, sein Sohn, ebenfalls Opernsänger, beendete für die Pflege seines schwerkranken Vaters seine Karriere, er verstarb aber bereits ein Jahr vor dessen Tod im Februar 1903.